# توت (سربیشه)
توت یک منطقهٔ مسکونی در ایران است که در دهستان درح واقع شده‌است. براساس سرشماری مرکز آمار ایران در سال ۱۳۹۵، توت ۱۰۲ نفر جمعیت دارد.